# سوزان برنار (ممثلة)
سوزان برنار (بالإنجليزية: Susan Bernard)‏ (11 فبراير 1948) ممثلة ومؤلفة وعارضة أزياء وسيدة أعمال من لوس أنجلوس، كاليفورنيا. وهي ابنة المصور برونو برنار.

## روابط خارجية
- سوزان برنار على موقع IMDb (الإنجليزية)
- سوزان برنار على موقع روتن توميتوز (الإنجليزية)
- سوزان برنار على موقع ألو سيني (الفرنسية)
- سوزان برنار على موقع أول موفي (الإنجليزية)
- سوزان برنار على موقع قاعدة بيانات الفيلم (الإنجليزية)
- سوزان برنار على موقع كينوبويسك (الروسية)